# Yann Devehat
Yann Devehat (Angoulême, 19 marzo 1980) è un ex cestista francese.